# Charles Bailly
Charles Joseph Bailly (Borgworm, 6 februari 1914 - Menton, 10 september 1991) was een Belgisch senator en burgemeester van Luik.

## Levensloop
Bailly leerde het bescheiden beroep van draaier aan en was als ploegbaas tewerkgesteld in een onderneming in Luik. Uiteindelijk werd hij sociaal inspecteur.
Vanaf 1932 was hij militant van de Socialistische Jonge Wacht. In 1935 werd hij voorzitter van de Luikse afdeling en van 1938 tot 1939 was hij lid van het Nationaal Comité. Binnen de Socialistische Jonge Wacht was hij gekant tegen een fusie met de jongerenafdeling van de Kommunistische Partij.
In 1936 streed hij aan de zijde van de republikeinen in de Spaanse Burgeroorlog, vooral in de omgeving van Barcelona. Bij de uitbraak van de Tweede Wereldoorlog werd hij gemobiliseerd en in mei 1940 streed hij mee in de Achttiendaagse Veldtocht. Hij werd hierbij krijgsgevangen genomen en bracht de hele oorlog door in gevangenschap. Na het einde van de oorlog hervatte hij zijn politieke activiteiten. 
Bailly kwam aan het hoofd van de gemeentelijke Luikse afdeling van de Parti Socialiste Belge. In 1946 werd hij verkozen tot gemeenteraadslid van Luik, wat hij bleef tot in 1982, en van 1946 tot 1961 was hij bovendien provincieraadslid van de provincie Luik. Van 1950 tot 1958 was hij in de stad Luik schepen van Openbare Werken. In 1958 belandden de socialisten in de oppositie en kwam het schepenambt van Bailly ten einde. Daarna werd hij adjunct-nationaal secretaris van de PSB. Tot 1971 was hij eveneens secretaris van de Nationale Federatie van Socialistische Mandatarissen en secretaris van de Commissie van Intercommunales. 
In 1968 werd Bailly verkozen in de Senaat, waar hij zetelde als rechtstreeks gekozen senator voor het arrondissement Luik. In de Senaat hield hij zich bezig met sociale huisvesting, ondersteunde hij de betaling van een vakbondspremie voor overheidsambtenaren en ondertekende een wetsvoorstel dat het onmogelijk moest maken om de functie van bediende in de financiële administratie, onderwijzers betaald door de staat of de provincie te combineren met de functie van burgemeester of schepen. Bij de verkiezingen van 1971 was hij geen kandidaat meer, om voorrang te geven aan de Luikse politiek.
Na de gemeenteraadsverkiezingen van oktober 1970 kwamen de Luikse socialisten immers opnieuw in het bestuurscollege terecht. In januari 1971 werd hij onder de liberale burgemeester Maurice Destenay eerste schepen, bevoegd voor Sociale Zaken, Gezinsbeleid en Huisvesting. Na het overlijden van Destenay werd Bailly in oktober 1973 aangesteld als zijn opvolger. Hij bleef burgemeester van Luik tot na de gemeenteraadsverkiezingen van oktober 1976 en droeg de burgemeesterssjerp op 1 januari 1977 over aan zijn partijgenoot Edouard Close. Die dag fuseerde Luik met een aantal omringende gemeente. Als compensatie werd Bailly begin 1977 benoemd tot provinciaal senator voor de provincie Luik. Ditmaal bleef hij senator tot eind 1981, vanaf april 1977 opnieuw als rechtstreeks verkozen senator. Door het toen bestaande dubbelmandaat zetelde hij van 1977 tot 1980 ook in de Cultuurraad voor de Franse Cultuurgemeenschap en van 1980 tot 1981 in de Waalse Gewestraad en de Franse Gemeenschapsraad.